# Jérôme Simon
Jérôme Simon, nacido el 5 de diciembre de 1960 en Troyes es un ciclista francés ya retirado que fue profesional entre los años 1982 y 1993.
Es hermano de Régis Simon, François Simon y de Pascal Simon, los tres antiguos ciclistas profesionales.

## Palmarés
| 1980 - Ruta de Francia 1986 - 1 etapa del Tour del Mediterráneo - Tour de Vaucluse 1988 - 1 etapa del Tour de Francia y Premio de la Combatividad - Gran Premio de Cannes - 1 etapa de la Ruta del Sur - 1 etapa del Gran Premio de Midi Libre | 1989 - Gran Premio de Midi Libre, más 1 etapa 1991 - Tour d'Armorique |

## Resultados en Grandes Vueltas y Campeonatos del Mundo
Durante su carrera deportiva ha conseguido los siguientes puestos en las Grandes Vueltas y en los Campeonatos del Mundo en carretera:
| Carrera         | 1982 | 1983 | 1984 | 1985 | 1986 | 1987 | 1988 | 1989 | 1990 | 1991 | 1992 | 1993 |
| --------------- | ---- | ---- | ---- | ---- | ---- | ---- | ---- | ---- | ---- | ---- | ---- | ---- |
| Giro de Italia  | -    | -    | -    | -    | -    | -    | -    | -    | -    | -    | -    | 44.º |
| Tour de Francia | -    | -    | 36º  | 24º  | -    | 42.º | 19º  | 18º  | 22º  | 23º  | 27º  | -    |
| Vuelta a España | -    | -    | -    | -    | -    | -    | -    | -    | -    | -    | -    | -    |
| Mundial en Ruta | -    | -    | -    | -    | -    | -    | -    | -    | -    | -    | -    | -    |

-: no participa

Ab.: abandono